# Verwaltungsgemeinschaft Gerzen
Die Verwaltungsgemeinschaft Gerzen liegt im niederbayerischen Landkreis Landshut und wird von folgenden Gemeinden gebildet: Aham, Gerzen, Kröning und Schalkham.

## Geschichte
Die Verwaltungsgemeinschaft Gerzen wurde am 1. Mai 1978 gegründet.

## Einwohner
Zum 31. Dezember 2013 betrug die Einwohnerzahl 6.435. Bis zum 30. September 2014 hat sie sich auf 6.464 erhöht, was einem Wachstum von 0,45 Prozent entspricht.

## Politik
Der rechtliche Rahmen für Verwaltungsgemeinschaften wird durch die Verwaltungsgemeinschaftsordnung für den Freistaat Bayern (Verwaltungsgemeinschaftsordnung – VGemO) gesetzt.
Sitz der Verwaltungsgemeinschaft ist Gerzen. Sie erbringt 301 verschiedene behördliche Leistungen. Den Vorsitz führt Lorenz Fuchs, 1. Bürgermeister von Schalkham.
| Gemeinde  | Wappen | Fläche km² | Einwohner 31. Dezember 2024 | EW-Dichte EW je km² | Höhe über NHN |
| --------- | ------ | ---------- | --------------------------- | ------------------- | ------------- |
| Aham      |        | 38,01      | 1.951                       | 51                  | 420           |
| Gerzen    |        | 17,02      | 1.878                       | 110                 | 433           |
| Kröning   |        | 39,60      | 2.052                       | 52                  | 458           |
| Schalkham |        | 22,67      | 917                         | 40                  | 430           |